# Earth vs. the Spider (1958)
Earth vs. the Spider (ook bekend als The Spider) is een Amerikaanse zwart-wit sciencefictionfilm uit 1958. De film is geregisseerd en geproduceerd door Bert I. Gordon, die tevens meeschreef aan het scenario. De hoofdrollen werden vertolkt door Ed Kemmer, Eugene Persson en June Kenney.

## Verhaal
Jack Flynn is op weg naar huis. Daar hij zit te kijken naar de armband die hij net heeft gekocht voor zijn dochter, botst hij tegen een obstakel op de weg. De volgende dag blijkt hij niet te zijn thuisgekomen, tot grote zorg van zijn dochter Carol. Ze overtuigt haar vriend Mike om op zoek te gaan naar haar vader. Ze vinden al snel het wrak van zijn auto, maar van Jack zelf ontbreekt ieder spoor. Denkend dat hij misschien is gaan schuilen in een nabij gelegen grot, gaan de twee verder op onderzoek uit. In de grot vinden ze geen Jack, maar wel een kolossale vogelspin. Ze kunnen maar net aan het beest ontkomen.
Carol en Mike kunnen met veel moeite en hulp van hun scheikundeleraar Mr. Kingman de sheriff overtuigen om een kijkje te gaan nemen in de grot. Wanneer hij de spin ziet, laat hij een grote hoeveelheid DDT brengen om het beest te doden. Het blijkbaar dode lichaam van de spin wordt meegenomen naar het stadje en naar de gymzaal van de school gebracht, daar Kingman hem graag wil bestuderen. De spin is echter alleen maar bewusteloos en ontwaakt door harde rock-'n-rollmuziek van de schoolband. Hij breekt uit de gymzaal, en terroriseert de stad. Vervolgens keert hij terug naar de grot.
De sheriff en Kingman besluiten de grot op te blazen met dynamiet, maar moeten afzien van dit plan wanneer blijkt dat Carol en Mike nog binnen zijn (ze waren teruggegaan omdat Carol bij hun eerste bezoek aan de grot haar armband had laten liggen). Terwijl de spin Carol en Mike achtervolgt, bemachtigt Kingman twee elektrodes. Deze worden via kabels bevestigd aan een hoogspanningsmast, waarna Kingman en Mike de vogelspin elektrocuteren. Het beest valt bewusteloos terug in de grot, waar hij wordt gespietst op een stalagmiet.

## Rolverdeling
| Acteur         | Personage                   |
| -------------- | --------------------------- |
| Ed Kemmer      | Mr. Kingman                 |
| June Kenney    | Carol Flynn                 |
| Eugene Persson | Mike Simpson                |
| Gene Roth      | Sheriff Cagle               |
| Hal Torey      | Mr. Simpson                 |
| June Jocelyn   | Mrs. Flynn                  |
| Mickey Finn    | Sam Haskel                  |
| Sally Fraser   | Mrs. Helen Kingman          |
| Troy Patterson | Joe                         |
| Skip Young     | Sam                         |
| Howard Wright  | Jake                        |
| Bill Giorgio   | Deputy Sheriff Sanders      |
| Hank Patterson | Hugo                        |
| Jack Kosslyn   | Mr. Fraser                  |
| Bob Garnet     | Springdale Pest Control Man |
| Shirley Falls  | the Switchboard Operator    |
| Bob Tetrick    | Deputy Sheriff Dave         |
| David Tomack   | the Power Line Foreman      |
| Merritt Stone  | Jack Flynn                  |

## Achtergrond
De film werd oorspronkelijk uitgebracht onder de titel “Earth vs the Spider”, maar na het succes van The Fly werd de naam veranderd naar “The Spider”.
De film werd op VHS uitgebracht door Columbia/RCA op 28 april 1993. In februari 2006 werd de film samen met War of the Colossal Beast uitgebracht op dvd.
Earth vs. The Spider werd bespot in de televisieserie Mystery Science Theater 3000. Daarnaast is een scène uit de film te zien op een tv-scherm in de film Lilo & Stitch.